# Doug Fieger
Douglas Lars Fieger, detto Doug (Oak Park, 20 agosto 1952 – Woodland Hills, 14 febbraio 2010), è stato un cantante statunitense, frontman della band dei The Knack e coautore della canzone My Sharona insieme all'amico Berton Averre.

## Carriera
Prima di entrare a far parte della band dei The Knack ha fatto parte degli Sky, un piccolo gruppo di paese.
Doug Fieger e gli altri The Knack hanno lasciato non solo la canzone My Sharona (conosciuta dai più) ma anche Good Girls Don't, Africa e One Day at a Time.

### Il periodo di My Sharona e il relativo successo
Il celebre riff di My Sharona, uno dei più riconoscibili del rock, fu scritto dal chitarrista del gruppo, Berton Averre, molto tempo prima che egli si unisse ai Knack. Secondo quanto dichiarato dal trascinatore del gruppo Doug Fieger, esisteva davvero una ragazza chiamata Sharona di cui era innamorato. Ogni volta che Fieger pensava a Sharona, gli veniva in mente il riff di Averre. I due musicisti lavorarono insieme sulla struttura e sulla melodia del brano, proprio partendo da quell'accostamento di idee. La donna del brano è Sharona Alperin, un'agente immobiliare che vive a Los Angeles.
Dave Grohl dei Foo Fighters ha dichiarato in più di una occasione che My Sharona è la sua canzone preferita (i Nirvana avevano suonato  una cover del brano nel 1994). Nel 2005 My Sharona ebbe un ritorno di popolarità, dopo che il presidente degli Stati Uniti George W. Bush aveva detto che la canzone era inclusa nella lista di ascolto del proprio iPod.
Michael Jackson dichiarò di aver voluto una versione "black" di My Sharona per rafforzare l'elenco dei brani del suo album del 1982 Thriller. In seguito quella canzone divenne la celebre Beat It.
Il gruppo musicale Devo ha scritto il brano "Girl U Want", come versione personalizzata di "My Sharona". La canzone è presente alla posizione numero 75 della classifica stilata dalla rivista Billboard Magazine delle migliori canzoni di tutti i tempi.

## Malattia e morte
A Doug venne diagnosticato un carcinoma al polmone nel 2005, e nell'anno successivo il cancro arrivò ad estendersi fino al cervello, tanto che Fieger venne operato tre volte; tutto ciò servì a poco: il leader dei The Knack infatti morì il 14 febbraio 2010, all'età di 57 anni.
(Ultimo messaggio di Doug Fieger ai suoi fans pubblicato sul sito web dei The Knack)